# Oxira ignicola
Oxira ignicola är en fjärilsart som beskrevs av Herrich-Schäffer 1845. Oxira ignicola ingår i släktet Oxira och familjen nattflyn. Inga underarter finns listade i Catalogue of Life.